# Чинявино
Чинявино — деревня в Татарском районе Новосибирской области. Входит в состав Увальского сельсовета.

## География
Площадь деревни — 146 гектаров.

## История
Основана в 1726 г. В 1926 г. состояла из 190 хозяйств, основное население — русские. Центр Чинявинского сельсовета Еланского района Омского округа Сибирского края.

## Население
| 2002 | 2007 | 2010 |
| ---- | ---- | ---- |
| 121  | →121 | ↘102 |

## Инфраструктура
В деревне по данным на 2007 год функционируют 1 учреждение здравоохранения и 1 учреждение образования.